# Otázka (opera)
Otázka je pohádková komická opera o čtyřech jednáních českého skladatele Ladislava Prokopa (vl. jm. Ladislav Prokop Procházka) na libreto, které skladatel sám prozaicky naskicoval a Karel Mašek upravil a zveršoval.

## Vznik a charakteristika opery
Opera Otázka začala vznikat již v roce 1902, a to původně v operetní podobě na text Jary Orlińského; z této podoby zbyla jen disputace učenců ve 3. jednání. Opera sama byla napsána v roce 1908 a premiéru měla 29. ledna 1910 v Městském divadle Královských Vinohrad. Jiná divadla ji už nenastudovala.
Kritika vytýkala libretu diletantskost, hudbu chválila za množství hudebního vtipu a vtipnou charakterizaci postav, ačkoli přemíra parodických prvků poněkud zastiňovala vlastní hudební obsah díla. Domnívala se, že „Prokop má na své paletě, zvláště instrumentální, hojně barev a působivě umí je nadnášeti.“ Za umělecky nejzdařilejší místo opery považovala čtvrté jednání s monologem Blanky a jejím následujícím duetem s Jeníkem; pozastavovala se však nad tím, že komické vyvrcholení – disputace učenců – zůstalo mluvené zcela bez zpěvu i – oproti autorovu původnímu záměru – i bez orchestrálního podmalování.

## Osoby a první obsazení
| osoba                                                             | premiéra (29.1.1910) |
| ----------------------------------------------------------------- | -------------------- |
| Kníže Dymián Makovička                                            | Lanhans              |
| Kněžna Blanka, jeho dcera                                         | Königová             |
| Chochol, hofmistr                                                 | Zatiranda            |
| Kilián, jeho syn                                                  | Mansfeld             |
| Bublina, vrátný                                                   | Čermák               |
| Sedmikrása, jeho dcera                                            | Charvátová-Kasparová |
| Jeník, student                                                    | …                    |
| Boleslav Krupička, veršotepec                                     | Kocourek             |
| Děvče                                                             | …                    |
| Rektor univerzity                                                 | Bláha                |
| Doktoři matematiky, filosofie, práv, dějepisu, medicíny, teologie |                      |
| Děti, učenci, šlechta, granátníci, lid                            |                      |
| Dirigent: Bedřich Holeček, režisér: Adolf Dobrovolný              |                      |

## Děj opery
Děje se na zámku v Makovičkách.

### 1. dějství
(Předhradí s příkopem a můstkem) Před zámkem knížete Makovičky si hrají chlapci na loupežníky a na vojáky, cílem jejich útoku je spíž zámeckého vrátného Bubliny (scéna hry Jede, jede pán!). Ten je vyhání. V rozhovoru s upjatým hofmistrem Chocholem zmiňují knížecí dceru Blanku, která se nechce vdávat a místo toho tráví veškerý čas studiem a stykem s učenci. Když ji otec přesvědčoval, aby si vybrala ženicha, dala si podmínku: vezme si jen toho, kdo jí dá otázku, kterou – ani po konzultaci se svými učenci – princezna nebude schopna zodpovědět. Chochol to považuje za urážku etikety (árie Je po všem zdaru předem veta, kde uráží se etiketta).
Kluci si dělají žerty z Chocholova dobromyslného, ale nesmělého syna Kiliána. Vysvobodí ho Bublinova dcera Sedmikrása; Kilián ji má zjevně v lásce, ale nedokáže dopovědět ani jedu větu. Když se ale zmíní, že se na přání otce má pokusit položit knížecí dceři „otázku“, Sedmikrása se rozzlobí. Přichází student Jeník (píseň Zavanul větřík májový) a stane se svědkem průvodu Blanky a učenců, doprovázeného pochodem „komposice kněžny na celotónovou stupnici“ (sbor Sem vyšší mocnost vstoupí). Sedmikrása mu vysvětluje situaci v knížectví (árie Má dcerku jedinou náš kníže… Je učená z ní žena). Jeník čte vyhlášku zvoucí na veřejné schůze, kde může kdokoli položit princezně otázky – poslední z nich je právě dnes. Pak si hraje s dětmi na princezninu otázkovou soutěž (popěvek Nejvzácnější princezno, moudrosti vší květe). Chochol to spatří a pohoršen Jeníkovou opovážlivostí káže jej odvést do šatlavy.

### 2. dějství
(Zámecký dvůr připravený k veřejnému zasedání) Chochol nařizuje Kiliánovi, aby dnes pokoušel štěstí a položil princezně otázku, kterou nebude umět zodpovědět: Kilián je hlupák, tím spíše by se mu to mohlo podařit (árie Máš, synu, vlohy šťastným být, neb s hůry ti není dáno). Kilián není úkolem nadšen; v tom stavu jej zastihuje Sedmikrása (píseň Je máj a sny mi spřádá). Naznačí mu, na co by se měl ptát: koho má na světě nejradši.
Hosté se scházejí k veřejné soutěži, očekávají zábavu (sbor Život tak pestře plyne… Vážná zas chvíle je blíže). Vstupují kníže, Blanka a zástup učenců. Zívající kníže zahajuje slyšení, Blanka vyzdvihuje klady ženské emancipace. Prvním uchazečem je veršotepec Boleslav Krupička. Ale jeho otázku „Co jest jarní srdce tání?“ odsoudí kněžna se souhlasem učeného sboru jako nelogický nesmysl. Následuje Kilián, ale i na jeho otázku „Koho mám na světě nejradši?“ odpoví Blanka bez potíží: Sedmikrásu Bublinovic. Ač hofmistr Chochol protestuje, odpověď je obecně uznána za správnou a kněžna opět zvítězila. Nikdo dále se nehlásí, jen z okénka šatlavy se hlásí o slovo Jeník. Je předveden a představí se shromáždění (árie Jsem chudá duše bludná). Profesorové ho s pohoršením poznávají: to je přece student, který u jednoho každého z nich propadl. Ale má právo položit svou otázku: „Zda při hubičce překážkou je nos čili nic?“ Učenci a princezna považují takovou otázku za nestydatost, kníže se však probudí a nařizuje dceři odpovědět (árie Dosti už je shovívání). Blanka si vyžádá tři dny na rozmyšlenou. Jeník má být zatím hoštěn na zámku (finále – píseň Kyne máj, slunce tvář).

### 3. dějství
(Prostranství v zámeckém parku) Chochol řídí přípravy amfiteátru k zasedání vědců a přitom soptí na svého syna (duet Zda rada řekne svoje votum). Sedmikrása předstírá hluboký žal a tvrdí, že musí odejít, aby nepřekážela Kiliánovu štěstí. Chochol jihne a přislíbí jí, že svolí ke Kiliánovu sňatku s ní, pokud se kněžně nepodaří odpovědět na otázku. Kilián to nepovažuje za pravděpodobné, ale Sedmikrása se nebojí (duet Kiliánku! – Ach, Sedmikráso!... Je nutno ruku v ruce mít).
Kněžna Blanka přichází na místo porady první: důvěřuje, že ji věda nezklame (árie Ó vědo svatá, které život můj). Scházejí se učenci, ale hned se přiznávají, že nedošli k jednomyslnému závěru. Jeden po druhém přednášejí své úvahy z hlediska matematického, juristického, filosofického, historického, medicínského a teologického. Nastává učená hádka takové náruživosti, že kněžna musí shromáždění rozpustit. Na Jeníkovo vyzvání z pozadí se vědci shodnou, že k zodpovězení otázky je třeba provést experiment: budou pozorovat lid, zda jim při hubičkách překáží nos. Veselý Jeník věří ve své vítězství (píseň Kloboučku, toč se, toč). Radí Sedmikráse a Kiliánovi, aby vzburcovali vesnické hochy a ženy pánů učenců.
V aréně se scházejí vesničané a tančí (sbor Veselé chvíle znova a znova). V reji se učenci pokoušejí přivábit a políbit selská děvčata v rámci vědeckého experimentu (sbor Děvče, slyš! Stiš se, stiš), ale vesničtí junáci a jejich vlastní manželky jim dají co proto a vědecké pozorování skončí chaosem.

### 4. dějství
(Zámecká zahrada) V Blance se sváří různé pocity: neví, zda si má přát výhru nebo prohru (árie Ach, jaký pronikavý křik… Co chce to ptáče?). V tomto rozpoložení ji nalézá Jeník. Utěšuje ji: nemusí se za něj vdávat, on žádnou vědkyni za ženu nechce. Raději jí ukazuje krásy májové zahrady (duet Nový se zjevil mi svět). Její probuzení ale i v něm vyvolá cit a zamilovává se do Blanky. – Všichni se scházejí, aby vyslechli kněžninu odpověď na osudnou otázku. Jeník je ochoten ji odvolat. Ale v tom přichází Blanka v bílých šatech namísto černého taláru a přiznává se, že odpověď nezná. Prohrála tedy a Jeník jí může činem dokázat, jaká je správná odpověď. Učenci odcházejí, ale kníže a lid opěvují šťastný konec (sbor Kyne máj – slunce zář).